# سیارک ۱۹۶۸۰۷
سیارک ۱۹۶۸۰۷ (به انگلیسی: 196807 Beshore، نامگذاری:2003SB221) صد و نود و شش هزار و هشتصد و هفتمین سیارک کشف شده‌است که در ۲۶ سپتامبر ۲۰۰۳ کشف شد.